# Saint-Barthélemy-d’Anjou
Saint-Barthélemy-d’Anjou település Franciaországban, Maine-et-Loire megyében. Lakosainak száma 9496 fő (2022. január 1.). Saint-Barthélemy-d’Anjou Angers, Écouflant, Le Plessis-Grammoire, Verrières-en-Anjou, Trélazé és Loire-Authion községekkel határos.

## Népesség
A település népessége az elmúlt években az alábbi módon változott:
| Lakosok száma | 4241 | 9129 | 9369 | 9075 | 9077 | 9303 | 9195 | 9210 | 9207 | 9496 |
|               | 1968 | 1982 | 1990 | 2006 | 2013 | 2015 | 2017 | 2019 | 2020 | 2022 |